# 三芒草
三芒草（学名：Aristida adscensionis）是禾本科三芒草属的植物。分布于全世界温带地区以及中国大陆的华北、东北、山东及江苏、西北、河南等地，生长于海拔300米至1,800米的地区，一般生长在干山坡、河滩沙地、黄地坡和石隙内，目前尚未由人工引种栽培。

## 别名
三枪茅（钟观光拟）